# Shannon (Missisipi)
Shannon – miasto w Stanach Zjednoczonych, w stanie Missisipi, w hrabstwie Lee.